# Sverre Bruland
Sverre Tonning Olsen Bruland (* 2. Februar 1923 in Stavanger, Norwegen; † 24. September 2013) war ein norwegischer Trompeter und Dirigent.
Bruland war Schüler von Per Steenberg, Karl Andersen, Odd Grüner-Hegge, Igor Markevitch, Paul van Kempen, er studierte an der Juilliard School in New York (1949/50) und am Mozarteum in Salzburg.
1945/46 begann er seine Karriere als Trompeter am Musikkorps der 2. Division in Oslo und an der Osloer Philharmonie, wo er die nächsten zwanzig Jahre wirkte. Er debütierte 1954 als Orchesterdirigent ebenda. Bruland wurde 1966 Kapellmeister des NRK. Von 1976 bis 1988 war er Chefdirigent des Rundfunkorchesters. Er verlagerte dabei das Repertoire mehr zur klassischen Musik hin. 
Bruland gewann 1958 in Liverpool den ersten Preis in der internationalen Dirigiermeisterschaft; ebenso 1959 den Dirigentenpreis von Tanglewood, USA. Er dirigierte zwei Mal die Berliner Philharmoniker mit Programmen mit norwegischer Musik.